# パーソンカメレオン
パーソンカメレオン（学名：Calumma parsonii）は、カメレオン科カルンマカメレオン属に分類されるトカゲ。

## 分布
- C. p. parsonii

マダガスカル北部から東部固有亜種
- C. p. cristifer　ペリネパーソンカメレオン

マダガスカル（アンダシベ周辺）固有亜種

## 形態
全長45-60センチメートル。カメレオン科最重量種。
オスには吻端に1対の突起がある。メスの体色は緑や黄色、淡褐色。
- C. p. parsonii

オスの体色は明青緑色で、頭部や背は黄褐色。眼の周囲は黄色。
- C. p. cristifer　ペリネパーソンカメレオン

正中線上に鋸歯状の鱗（クレスト）がある。オスの体色はまぶたも含め緑色。

## 分類
- Calumma parsonii parsonii　(Cuvier, 1824)
- Calumma parsonii cristifer　Methuen & Hewitt, 1913　ペリネパーソンカメレオン

## 生態
河川の周辺にある降雨林などに生息する。
食性は動物食で、昆虫、小型爬虫類、小型の鳥類などを食べる。
繁殖形態は卵生。

## 人間との関係
亜種ペリネパーソンカメレオンの分布域はアンダシベ・マンタディア国立公園、ペリネ自然保護区に指定されている。ペットとして飼育されることもあり、日本にも輸入されている。